# Alexandre Molinari
Pour les articles homonymes, voir Molinari.
Alexandre Molinari, également appelé Aloys Molinari, né à Berlin le 5 janvier 1772, décédé à Dresde le 20 janvier 1831, est un peintre, miniaturiste et dessinateur prussien d'origine italienne. Il travaille en Italie, en Allemagne et en Russie comme portraitiste et miniaturiste et réalise de nombreux portraits de l'aristocratie russe et polonaise.

## Biographie
Après des études à l'Académie des Arts de peinture, sculpture et architecture de Berlin, où il entre en 1787, il séjourne longtemps à Rome et travaille successivement, à Vienne de 1795 à 1796, à Glogau en 1797 ou 1798, à Weimar vers 1800, à Saint-Pétersbourg de 1806 à 1816, à Varsovie de 1816 à 1822 et Dresde en 1822. Il retourne ensuite à Berlin, où il demeure de 1823 à 1826. Après un séjour d'un an à Varsovie, de 1829 à 1830, il finit ses jours à Dresde, où il meurt le 20 janvier 1831.
À Glogau, où il redécore l'église des Jésuites, le peintre fait la connaissance d'Ernst Theodor Amadeus Hoffmann, qui l'assiste dans on labeur ; les deux hommes se lient d'amitié, et le peintre fait comprendre à Hoffmann « la différence entre l'artiste inspiré et les simples amateurs qu'il avait connus jusqu'ici », selon Jean Mistler. Plus tard, il a prêté ses traits à Berthold, le héros du conte L'Église des jésuites, écrit pendant l'hiver 1815-1816 et publié en volume dans les Contes nocturnes.
En Russie, des toiles de Molinari sont conservées au musée de l'Ermitage, à la galerie Tretiakov, au musée Russe et au musée Pouchkine.

## Toiles de Molinari

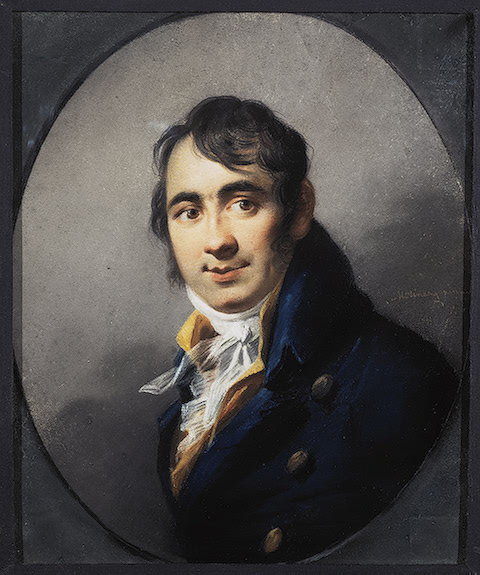
Portrait de Christopher Raeder (1769-1828), entre 1810 et 1815.
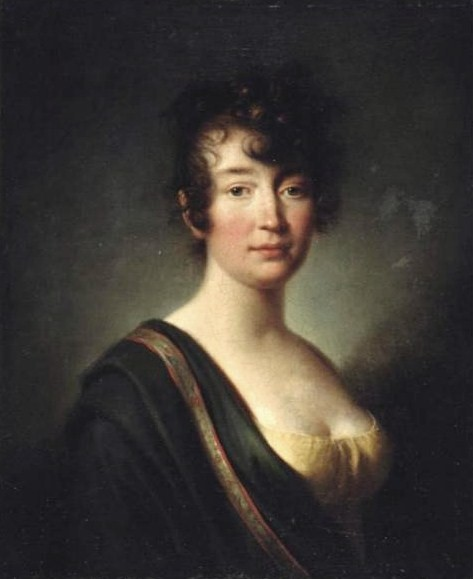
La comtesse Sofia Olsoufieva, épouse du colonel Ivan Matveïevitch Spiridov (1788-1819), années 1810, musée d'art Radichtchev (Saratov).
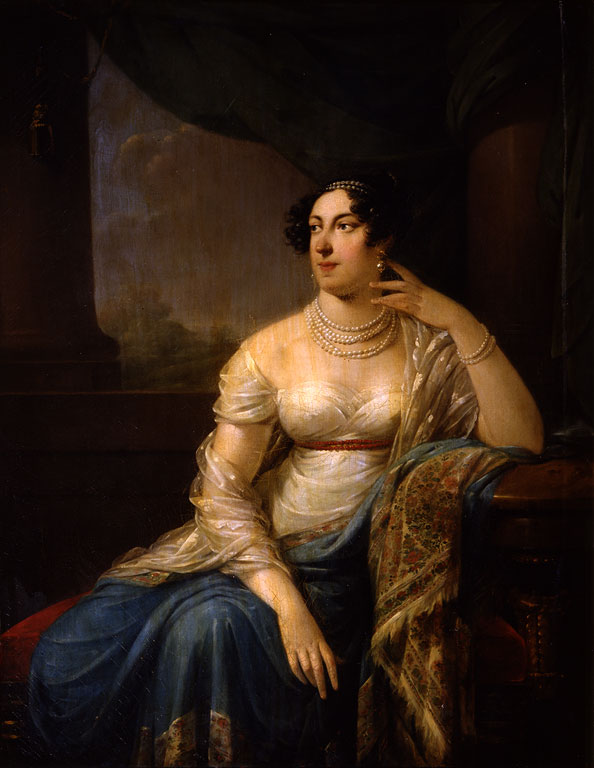
La princesse Natalia Saltykova, née Golovkina (1781-1860), entre 1806 et 1816, musée d'art Radichtchev (Saratov).
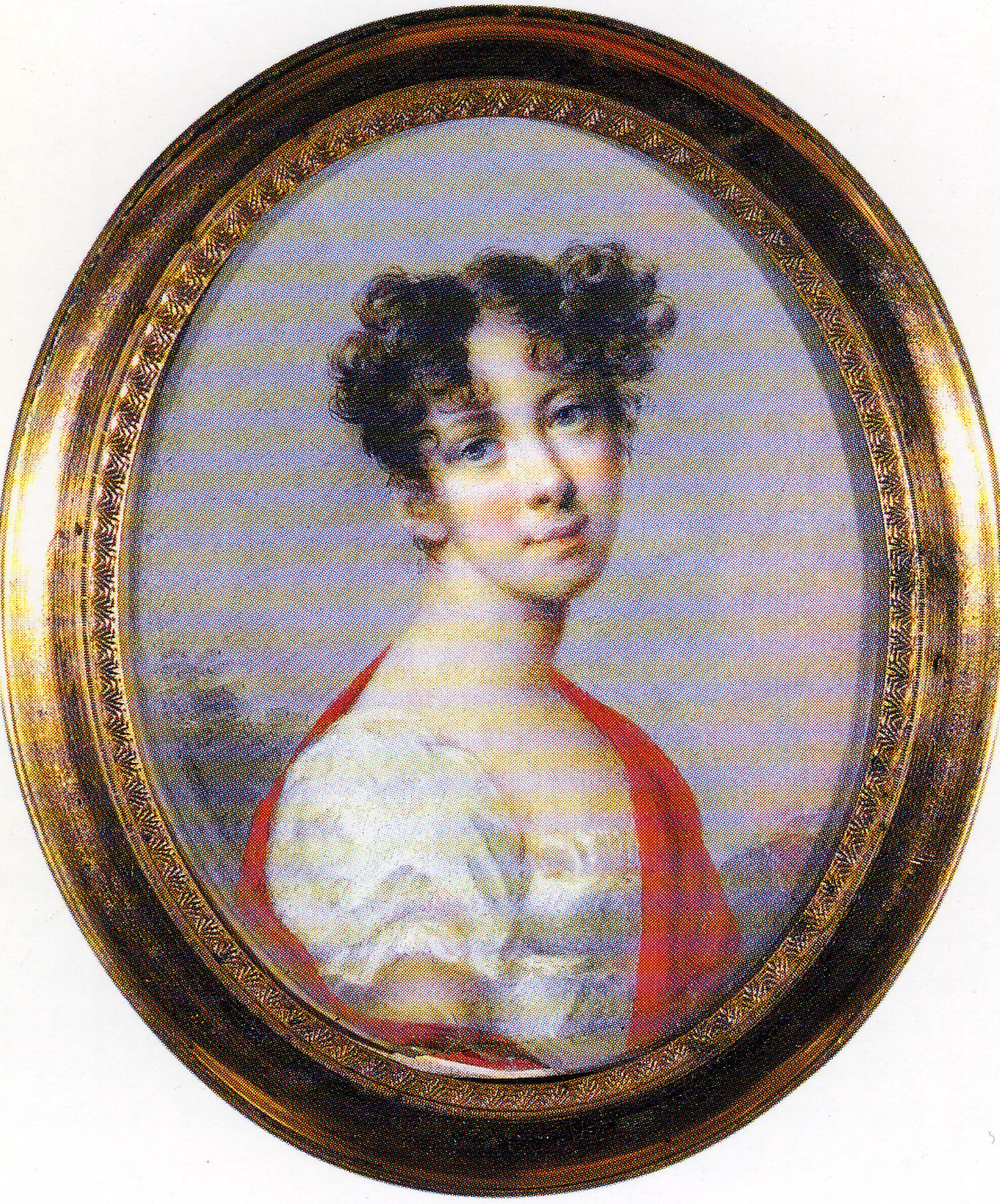
La princesse Vera Viazemskaïa, née Gagarine (1790-1886), fin des années 1800.
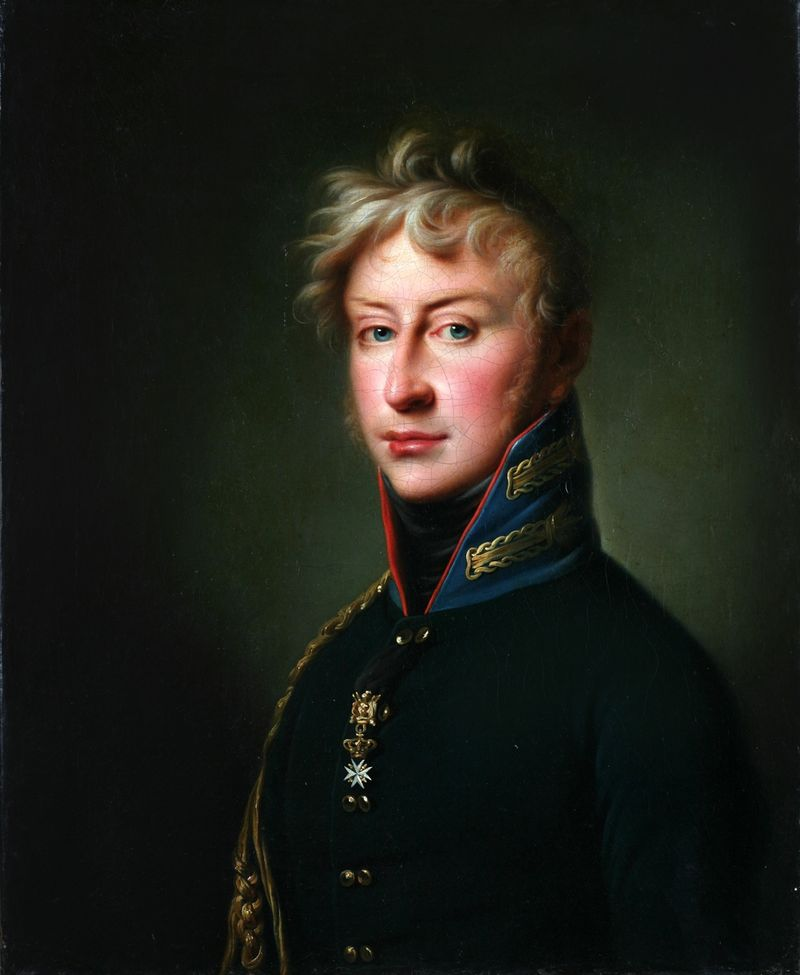
Sergei (?) Sergueïevitch Galitzine (ru) (1794-1861), années 1810.
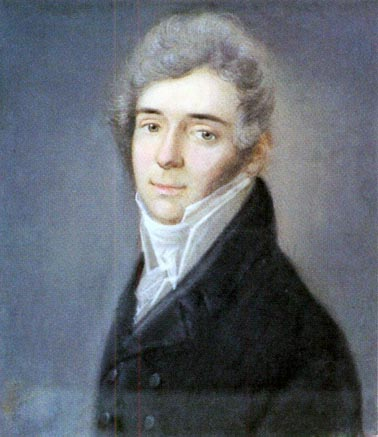
Andreï Koltsov-Masalski (1758-1843), années 1800.
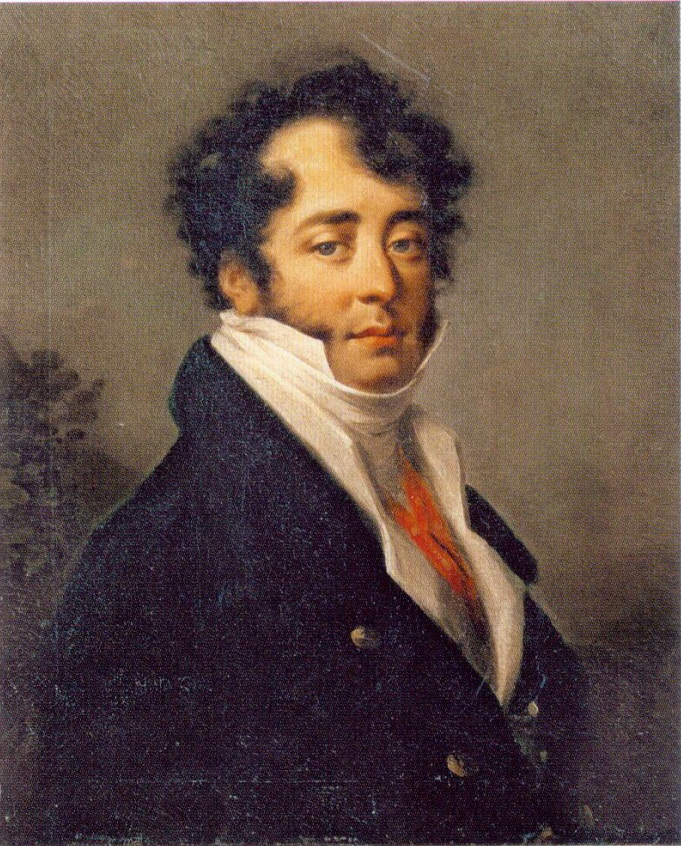
Prince Egor Galitzine (1773-1811), années 1800.
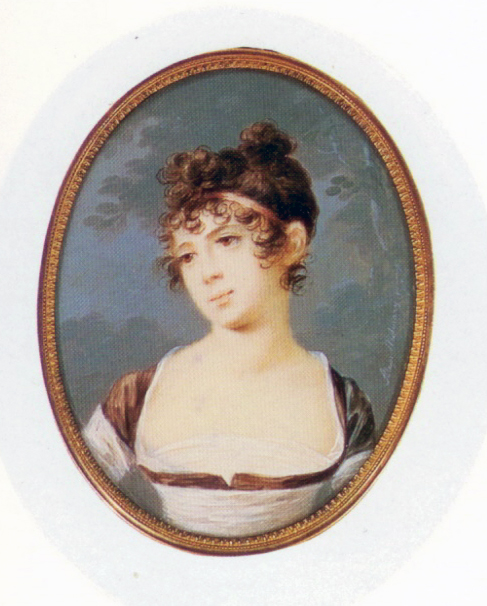
Princesse Olga Narychkine (1802-1861), 1814-1816.
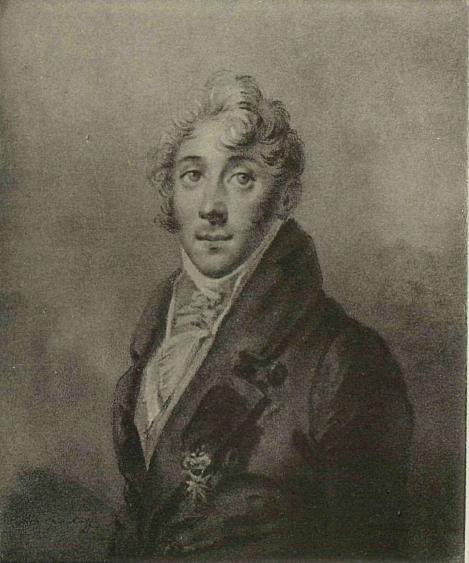
Alexandre Boulgakov (1781-1863), années 1800.
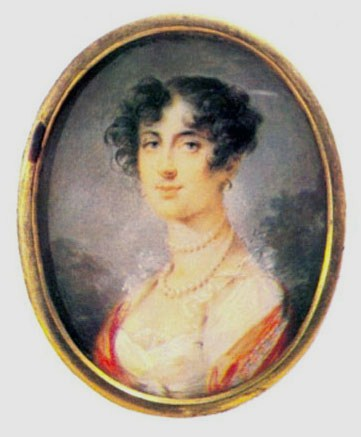
Anna blank (1792-1857), années 1810.
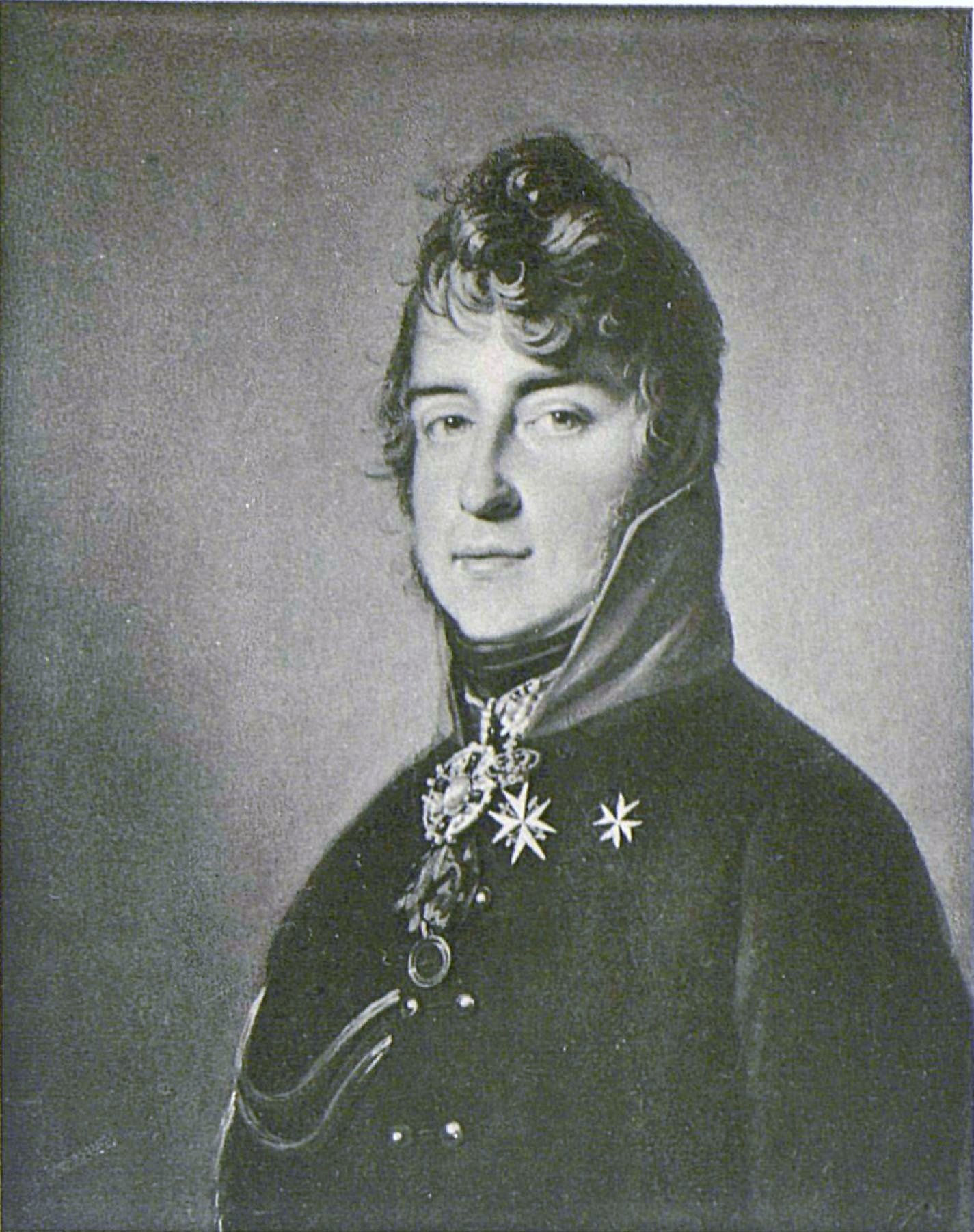
Prince Grigori Sergueïvitch Galitzine (ru) (1779-1848), années 1810.
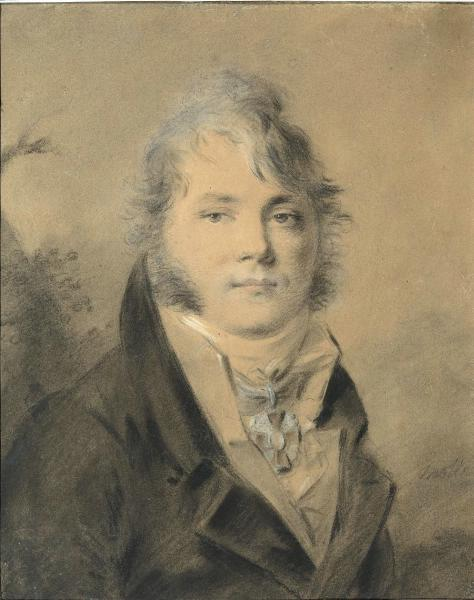
Prince Alexandre Galitzine (1789-1858), 1812.